# 식별불가능자 동일성 원리
식별불가능자의 동일성 원리(識別不可能者同一性原理, Identity of indiscernibles)는 그 지닌 성질이 완전히 동일한 대상들은 서로 같다는 존재론적 원칙이다. 이에 따르면 세계에 존재하는 서로 다른 것은 그 가진 성질이 완전히 동일할 수 없으며, 만약 완전히 동일한 성질을 가지면 그것은 본디 서로 다른 것이 아니다.
독일의 철학자 라이프니츠가 처음 주장한 것으로 알려져 있으며, 따라서 라이프니츠의 원칙(Leibniz's law)라고 불리기도 한다. 충족이유율 등과 함께 형이상학의 주요한 원칙 중 하나이다.
이러한 원리를 논리학적으로 재서술하면 'x에 대해 성립하는 모든 술어(성질)가 y에 대해서 성립하는 모든 술어와 일치할 때 x = y이다' ((x)(y)[(F)(Fx ↔ Fy) → x=y])라는 진술이 되는데, 일부 철학자들은 모호성이나 모순을 피하기 위해 일부 술어는 원리에서 제외할 필요가 있다고 주장한다. 한편 그 역으로 'x = y 일 때 서로에 대한 모든 술어가 일치한다'(즉, (x)(y) [x=y → (F)(Fx ↔ Fy)])라는 진술은 동일자의 식별불가능성 원리(indiscernibility of identicals)이라 부르기도 한다.
윌러드 밴 오먼 콰인은 이 원칙에 대한 내포적 문장("S는 p라는 것을 믿는다", "q임이 필연적이다")의 대입에서 오류가 발생하는 것, 즉 내포적 실패(intensional fallacy)가 양상 논리의 근본적 한계를 보여주는 것이라고 여겼다. 솔 크립키는 내포적 실패는 증명과정에서 암묵적으로 사용된 인용해제(disquotation)에 의한 것이지 양상 논리의 오류를 함의하는 것은 아니라고 지적한다.

## 같이 보기
- 형이상학
- 존재론
- 고트프리트 빌헬름 라이프니츠
- 동일성